# Bahía Portete
Die Bahía Portete ist eine Bucht in La Guajira, Kolumbien. Sie liegt ungefähr 48 km von der venezolanischen Grenze entfernt auf der Guajira-Halbinsel im Nordosten Kolumbiens. Die Bucht öffnet sich zum Karibischen Meer. Das große Kohlenterminal Puerto Bolívar liegt an der Mündung der Bucht. Der Einlass der Bucht ist weniger als 2 km breit.